# Ère Genchū
L'ère Genchū (元中) est une des ères du Japon de la Cour du Sud durant l'époque Nanboku-cho qui couvre la période allant du mois d'avril 1384 au mois d'octobre 1392. Les empereurs régnants sont Go-Kameyama à la Cour du Sud et l'empereur Go-Komatsu à la Cour du Nord.

## Contexte de l'ère Nanboku-chō

Les sièges impériaux durant l'époque Nanboku-chō sont relativement proches l'un de l'autre mais géographiquement distincts. Ils sont conventionnellement identifiés ainsi :
Capitale du nord : Kyoto
Capitale du sud : Yoshino.

Au cours de l'ère Meiji, un décret impérial daté du 3 mars 1911 établit que les monarques régnants légitimes de cette époque sont les descendants directs de l'empereur Go-Daigo par l'empereur Go-Murakami dont la Cour du Sud a été établie en exil à Yoshino, près de Nara.
Jusqu'à la fin de l'époque d'Edo, les empereurs usurpateurs (en supériorité militaire) et soutenus par le shogunat Ashikaga sont erronément inclus dans les chronologies impériales en dépit du fait incontestable que les insignes impériaux ne sont pas en leur possession.
Cette Cour du Nord illégitime est établie à Kyoto par Ashikaga Takauji.

## Équivalents à la Cour du nord
- Ère Shitoku
- Ère Kakei
- Kōō
- Ère Meitoku - L'ère Genchū devient l'ère Meitoku 3 quand les deux cours sont réunies

| Genchū    | 1re  | 2e   | 3e   | 4e   | 5e   | 6e   | 7e   | 8e   | 9e   |
| Grégorien | 1384 | 1385 | 1386 | 1387 | 1388 | 1389 | 1390 | 1391 | 1392 |